# Thực phẩm có nguồn gốc động vật

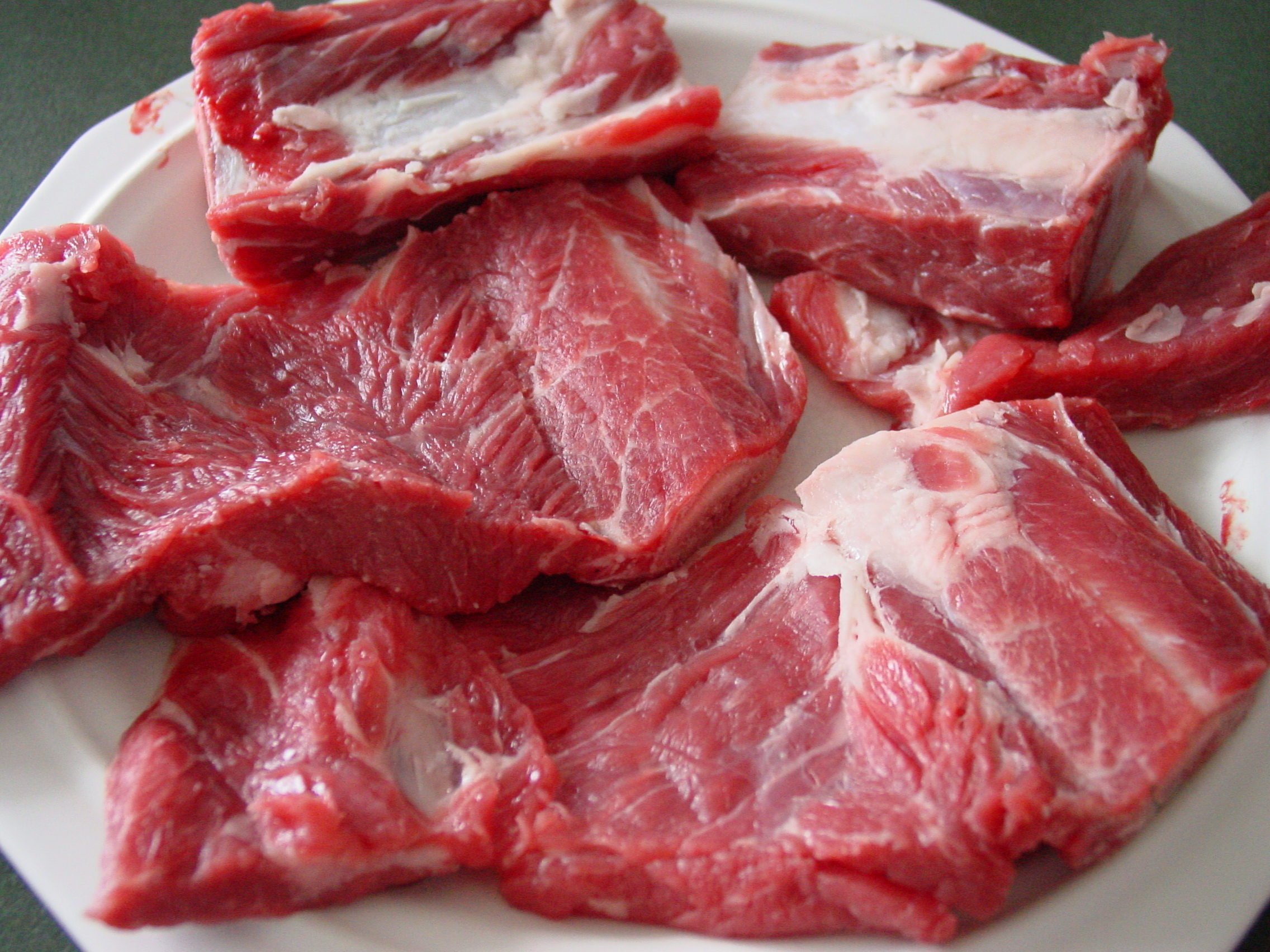
Thịt là thực phẩm từ động vật phổ biến

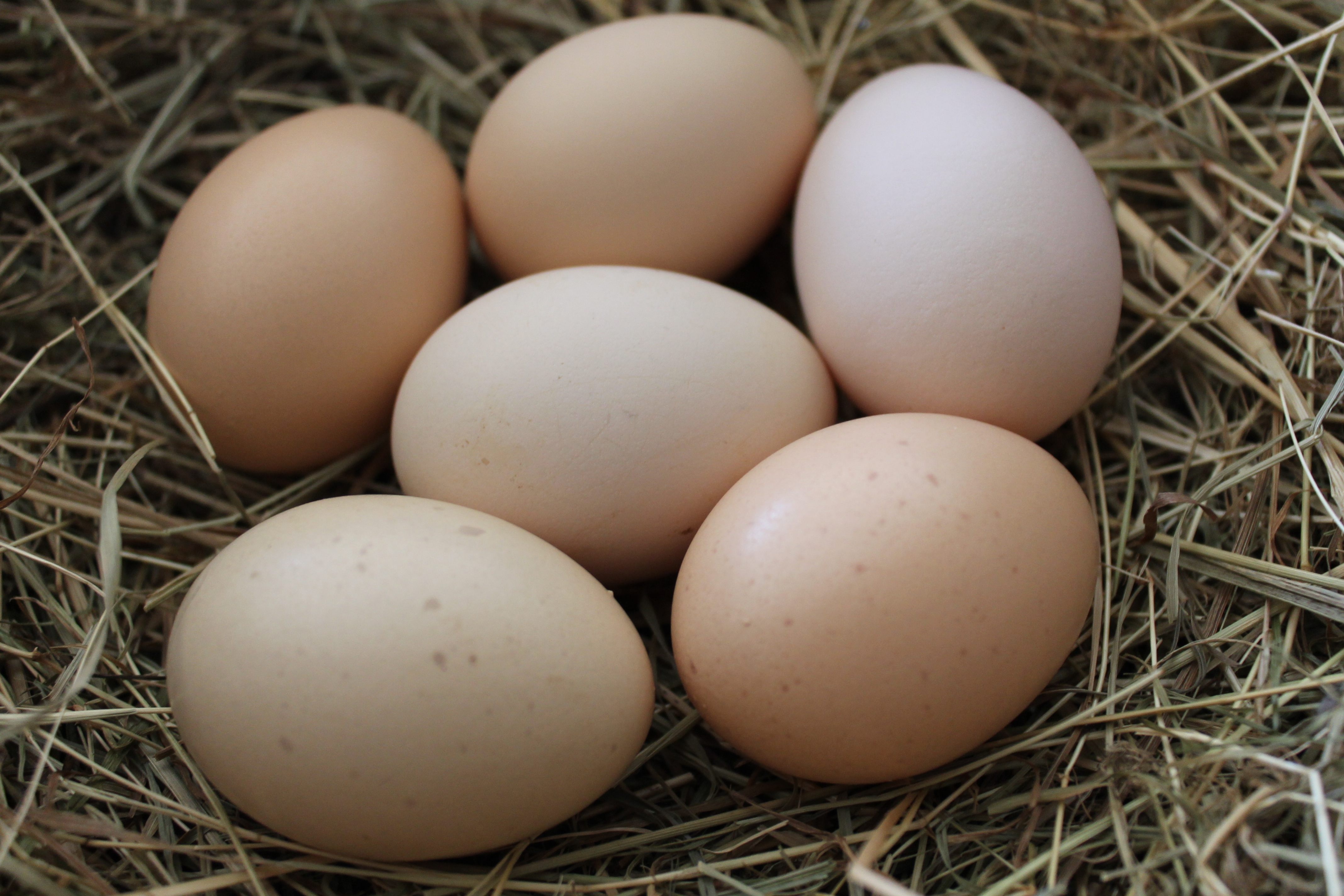
Trứng gà, loại thực phẩm thông dụng

Thực phẩm có nguồn gốc từ động vật hay thực phẩm từ động vật (Animal source foods viết tắt là ASF) là các loại thực phẩm, thức ăn, thức uống có nguồn gốc từ các sản phẩm động vật mà con người có thể ăn, uống, hấp thụ được bao gồm nhiều mặt hàng thực phẩm từ động vật như thịt, sữa, trứng và các sản phẩm như phô mai và sữa chua. Hiểu theo nghĩa chung nhất thì ASF bao gồm tất cả các thực phẩm do động vật cung cấp. Đây là nguồn cung cấp thức ăn, chất dinh dưỡng quan trọng, thiết yếu cho con người cũng như các loài vật nuôi khác.
Đặc điểm thức ăn có nguồn gốc động vật là sự chứa ít gluxit, trừ sữa và các sản phẩm từ sữa, chứa nhiều protein và protein chất lượng cao. Không có chất xơ. Một số thực phẩm chứa nhiều cholesterol, chất béo đặc biệt là lượng acid béo no. Trong lịch sử, con người đã tiêu thụ nhiều loại thực phẩm từ động vật. Nhiều cá nhân không tiêu thụ ASF hoặc tiêu thụ ít ASF bởi sự lựa chọn mang tính cá nhân (ăn chay) hoặc do việc đáp ứng nhu cầu vì ASF có thể không tiếp cận được (chẳng hạn như quá nghèo hoặc thức ăn quá khan hiếm) hoặc không có sẵn cho những người này.

## Các loại
Các loại thực phẩm từ động vật phổ biến như:

### Thịt các loại

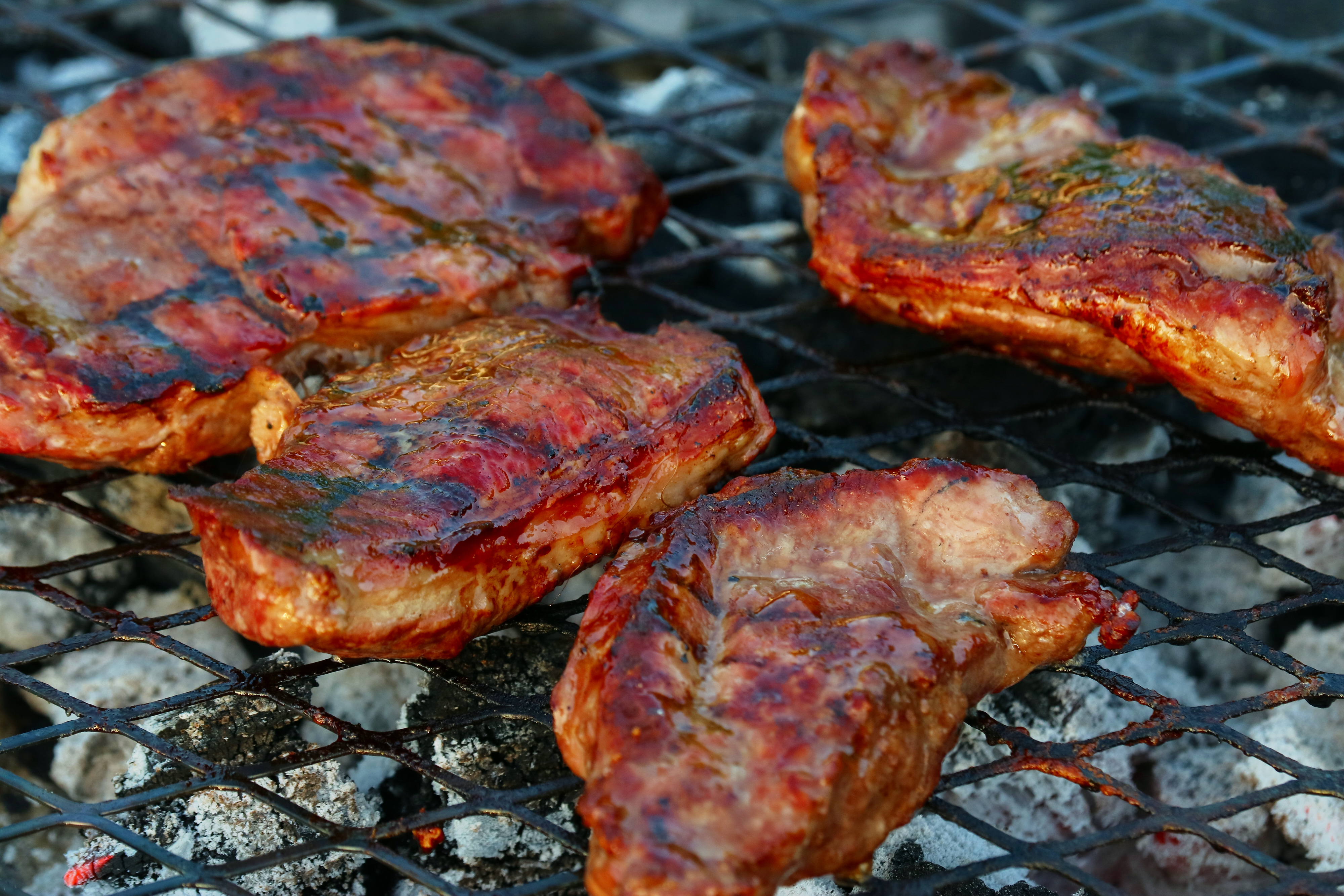
Thịt cừu nướng

Thịt các loại như thịt lợn, thịt bò, thịt gà, thịt cừu, thịt dê, thịt thỏ, thịt vịt, thịt ngựa, thịt trâu và các sản phẩm chế biến từ thịt như giò, chả, thịt hun khói, xúc xích. Thịt động vật là nguồn cung cấp chất đạm chủ yếu. Hàm lượng chất đạm trong các loại thịt như thịt lợn, gà, vịt, bò, chim đều xấp xỉ như nhau nhưng chất đạm tập trung ở thịt nạc. Chất đạm của thịt có đầy đủ các amino acid cần thiết và ở tỷ lệ cân đối. Thịt được chia thành thịt đỏ và thịt trắng. Nên ăn cân bằng thịt đỏ và thịt trắng. Chúng sẽ hỗ trợ nhau để tăng sức khỏe cho con người.
- Thịt đỏ là các loại thịt như thịt bê, thịt bò, thịt cừu, thịt trâu, thịt lợn, thịt ngựa. Ngoài hàm lượng đạm, thịt đỏ có hàm lượng chất sắt cao và những axit béo có lợi cho sức khỏe như omega 3, omega 6.
- Thịt trắng gồm các loại thịt như cá, thịt gà, vịt, ngan, ngỗng, chất đạm trong thịt trắng dễ hấp thụ hơn thịt đỏ, dồi dào chất béo không bão hòa, vì vậy chúng giúp giảm cholesterol, trong khi ăn thịt đỏ có nhiều nguy cơ tăng cholesterol và các bệnh tim mạch.

Các loại thịt nướng, rang và ướp đường trước khi nướng, rang làm tăng mùi vị, sức hấp dẫn nhưng làm giảm giá trị dinh dưỡng và khó hấp thu. Thịt bị ôi thiu, hỏng sẽ tiết ra chất độc gây dị ứng hoặc ngộ độc. Dù nấu nướng khéo che đậy mùi đến đâu thì chất độc vẫn còn, khi thịt đã bị hỏng cần loại bỏ. Ngoài ra các bộ phận như xương, nội tạng (gan, lòng mề, dồi, tim cật) cũng là một nguồn thực phẩm không nên bỏ phí.

### Thủy hải sản

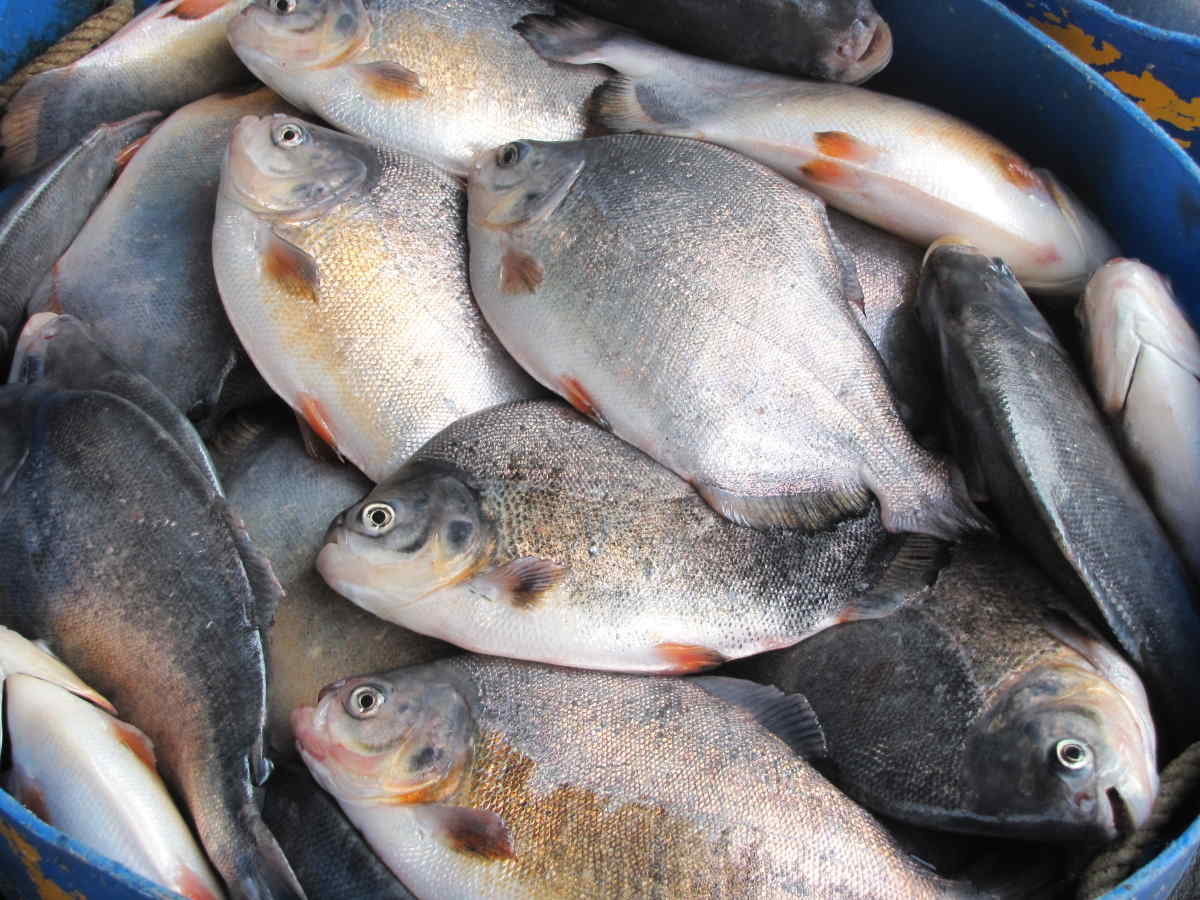
Cá, nguồn thực phẩm phổ biến

Thủy sản và hải sản gồm cá, tôm các loại, hải sản và các sản phẩm từ cá, thủy hải sản. Trong đó, cá có hàm lượng chất đạm cao, chất lượng tốt và các amino acid cân đối. Chất đạm trong cá dễ hấp thu hơn thịt, thịt của cá chỉ chứa một lượng nhỏ chất béo không bão hòa, vì vậy tốt cho sức khỏe, đặc biệt là tốt hệ tiêu hóa và tim mạch. Cá có nhiều chất khoáng và vitamin hơn thịt. Trong gan cá có nhiều vitamin A, D, B12. Cá dễ bị hỏng hơn thịt. Cá khô có hàm lượng chất đạm cao hàm lượng muối cũng rất cao và dễ bị ẩm mốc, nên chọn cá khô loại nhạt, cá khô mốc có thể gây nên ngộ độc.
Tôm, lươn, cua và nhuyễn thể có hàm lượng và chất lượng chất đạm không thua kém gì so với thịt, cá, các loại nhuyễn thể (ốc, trai, sò, hến, hàu) hàm lượng và chất lượng đạm thấp hơn và tỷ lệ amino acid không cân đối, nhuyễn thể lại có nhiều chất khoáng hơn, nhất là calci, đồng và selen. Nhuyễn thể bị chết dễ bị phân huỷ, sinh ra độc tố, nên khi ăn ốc, trai, sò chú ý loại bỏ con chết, ngâm rửa thật ký trước khi nấu. Cua đồng khi giã lọc nấu canh, sẽ ra nhiều chất đạm, nhưng là chất đạm hoà tan, dễ hấp thu và còn có thêm nhiều calci. Các loại mắm chấm như nước mắm, mắm tôm, mắm moi, mắm tép đều được làm từ tôm, tép, cá vì vậy chúng đều chứa một lượng chất đạm tương đối. Chất đạm trong chúng ở dạng tự do, hoà tan nên dễ hấp thu. Tuy nhiên, hàm lượng muối trong các loại mắm thường cao.

### Trứng các loại
Trứng các loại như trứng gà, trứng vịt, trứng chim cút là các thực phẩm có nguồn gốc từ động vật (chim, bò sát...). Tất cả các loại trứng gà, vịt, trứng cua, cá đều là nguồn cung cấp chất đạm tốt nhất vì có đầy đủ các amino acid cần thiết với tỷ lệ cân đối. Có thể luộc trứng lòng đào bằng cách đun nước nóng già rồi cho trứng vào đun sôi vài phút. Ăn trứng lòng đào tốt vì các vitamin không bị nhiệt phá huỷ, tuy nhiên, nếu trứng có vi khuẩn, virus thì lại dễ khiến nhiễm bệnh hơn trứng luộc kỹ. Trứng vịt lộn chứa nhiều chất đạm và nội tiết tố kích thích chuyển hoá trong cơ thể người.

### Chế phẩm

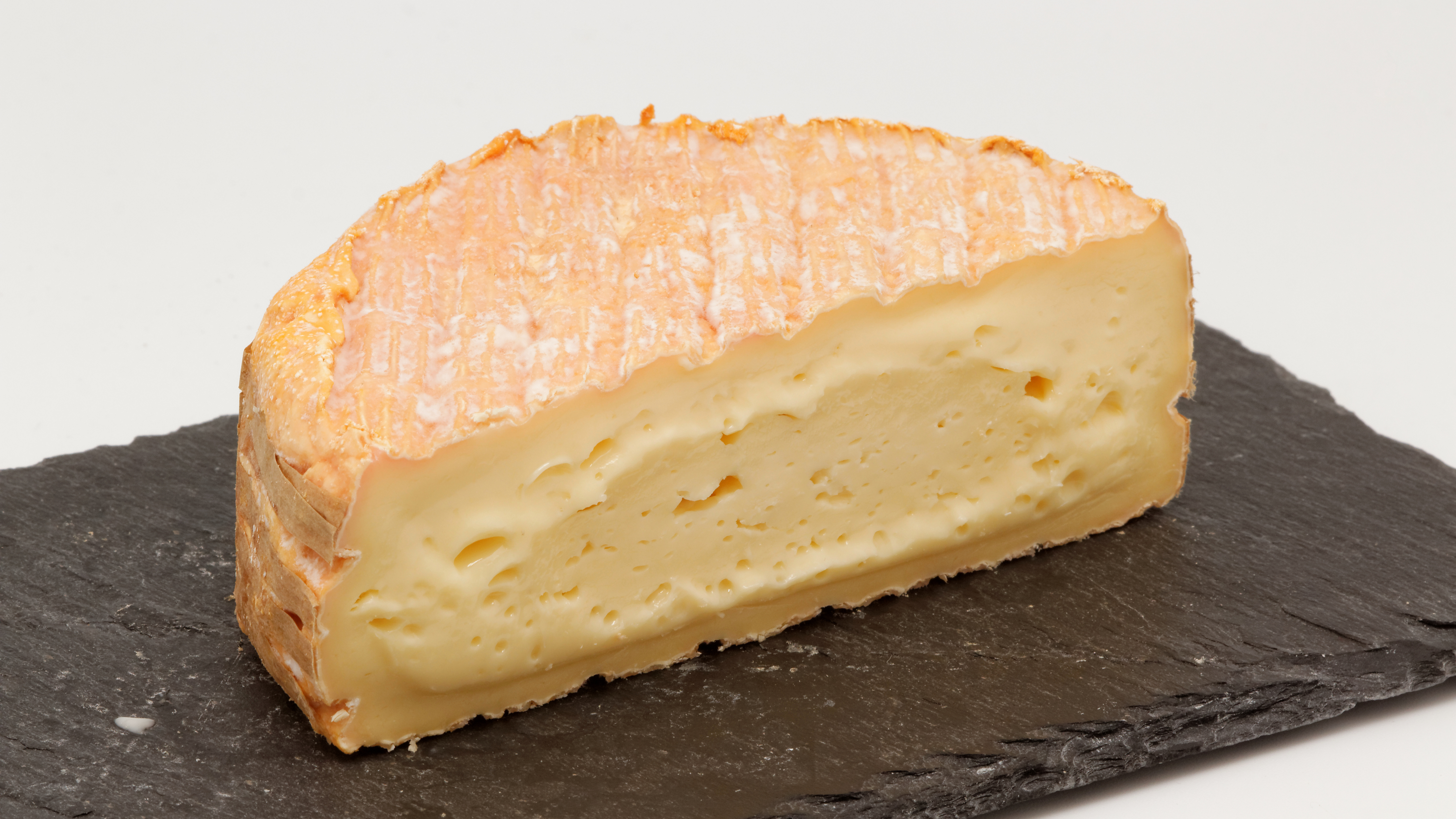
Phô mai, sản phẩm từ động vật phổ biến ở phương Tây

Sữa và các sản phẩm chế biến từ sữa như pho mát, sữa chua và các sản phẩm như bơ, mỡ động vật. Chất đạm trong sữa là tốt vì dễ hấp thu với các chất béo, chất đường, nhiều vitamin và muối khoáng với tỷ lệ thích hợp. Sữa bò là nguồn dưỡng chất quý và phổ biến cho mọi người, nhất là trẻ em, người già, người mới ốm dậy, chán ăn, ngoài ra còn có các loại sữa động vật khác như sữa dê, sữa cừu, sữa ngựa, sữa trâu, sữa lạc đà... Có khuyến cáo cho rằng mỗi ngày, mỗi người cần đảm bảo 500ml sữa để đảm bảo sức khỏe toàn diện và sức khỏe tổng quát.